# Sterling Knight
 (mai 2018).
Si vous disposez d'ouvrages ou d'articles de référence ou si vous connaissez des sites web de qualité traitant du thème abordé ici, merci de compléter l'article en donnant les références utiles à sa vérifiabilité et en les liant à la section « Notes et références ».
Pour les articles homonymes, voir Knight.
Sterling Knight (Sterling Sandmann Knight) est un acteur et chanteur américain travaillant actuellement pour la chaîne Disney Channel. Il est né le 5 mars 1989 à Houston, au Texas. Il a joué le personnage de Chad Dylan Cooper dans la série télévisée Sonny. Au cinéma, il a joué dans 17 ans encore avec Zac Efron, et plus récemment, dans Elle : La Cendrillon des temps modernes.

## Biographie
Sterling Knight est né et a grandi dans une petite ville du Texas, Sugarland. Il a un frère, Spencer Shugga et une sœur, Samantha Scarlett (les trois possèdent tous les initiales "SSK"). À l'âge de 5 ans, il déménage avec sa famille à Los Angeles, où il commence sa carrière d'acteur. Après quelques représentations théâtrales, il apparaît en 2005 pour la première fois à l'écran dans un court métrage, Calm.
C'est en 2007 qu'il est réellement découvert par le public en apparaissant dans les séries Hannah Montana, The Closer et Grey's Anatomy. Cette même année, il intègre l'équipe de Disney Channel qui le propulse vers le sommet en 2009 avec le film 17 ans encore, aux côtés de Zac Efron et Matthew Perry. Chad Dylan Cooper est le personnage que Sterling interprète dans Sonny (With A Chance). Aux côtés de Danielle Campbell, il apparaît en 2010 dans le téléfilm StarStruck avec le rôle principal de Christopher Wilde. Il interprète aussi Zander dans la serie : Melissa and Joey depuis 2013 jouant le petit amis de Lennox nièce de Melissa.
En dehors de sa carrière d'acteur, Sterling Knight est un chanteur sur YouTube. Avec Matt Shively, ils fondent le groupe musical "Connecting Channels", mais n'ont interprété qu'une chanson, Ain't No Rest For The Wicked, du groupe Cage The Elephant. Il apparaît aussi dans deux clips musicaux, La la land de Demi Lovato et Something About the Sunshine d'Anna Margaret.
Il est en couple avec l'actrice et danseuse Ayla Kell.

## Filmographie
- 2005 : Calm
- 2006 : Career day
- 2007 : The Closer : L.A. enquêtes prioritaires (saison 3, épisode 14): Grady
- 2007 : Hannah Montana (saison 2, épisode 7): Lucas
- 2008 : Grey's Anatomy (épisode 16 saison 4): ado
- 2008 : Next of Kin
- 2009 : 17 ans encore: Alex O'Donnell
- 2009-2011 : Sonny: Chad Dylan Cooper
- 2010 : Starstruck: Christopher Wilde
- 2010 : Elle: La Cendrillon des temps modernes: Ty Parker
- 2011 : Transit
- 2011-2012 : Sketches à gogo !
- 2013-2015 : Melissa and Joey: Zander
- 2014 : The land-Mine goes Click (Post-Production)
- 2016 : Crowded
- 2017 : The Man from Earth: Holocene

## Chansons
Dans StarStruck, son personnage fictif Christopher Wilde interprète sept chansons :
- 2010 : StarStruck
- 2010 : Something about the Sunshine
- 2010 : Hero
- 2010 : Hero (acoustic)
- 2010 : What you mean to me
- 2010 : Shades
- 2010 : Got to Believe

Dans Sonny, avec le rôle de Chad Dylan Cooper, il interprète deux morceaux :
- 2010 : Hanging
- 2010 : How do we do this